# Mozzarella

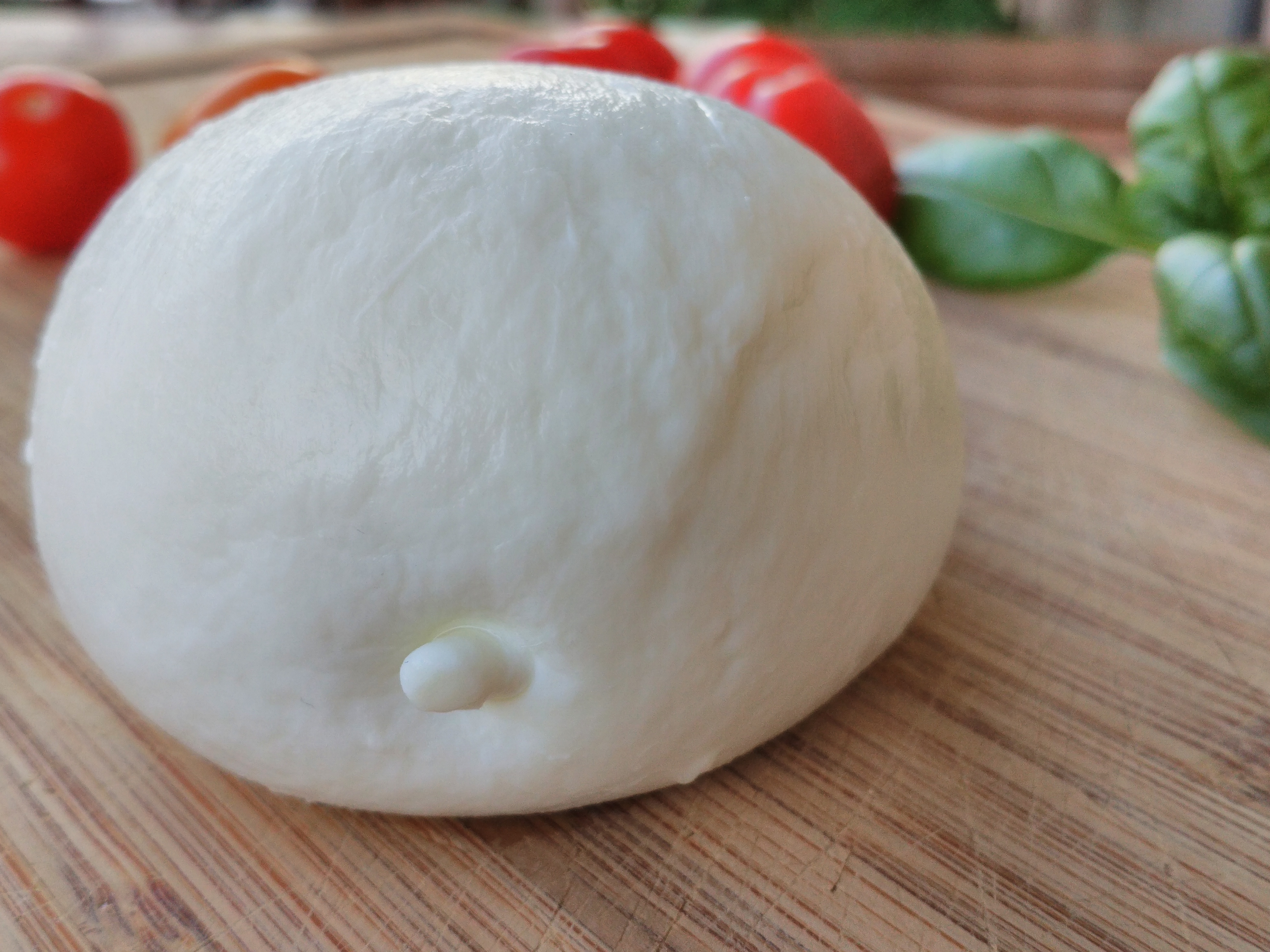
Mozzarella

Mozzarella (von italienisch mozzarella, Verkleinerungsform von mozza ‚Frischkäse‘ oder mozzare ‚trennen‘) ist ein ursprünglich italienischer Filata-Käse aus der Milch des Wasserbüffels oder des Hausrinds oder einem Gemisch beider Milcharten. Die Bezeichnung Mozzarella ist nicht geschützt; der Käse wird auch außerhalb Italiens hergestellt. Geschützte Ursprungsbezeichnungen (g.U., ital. DOP) sind jedoch Mozzarella di Bufala Campana, ein aus kampanischer Büffelmilch hergestellter Mozzarella, sowie Mozzarella di Gioia del Colle, ein apulischer Mozzarella aus Kuhmilch. Der Duden führt den Mozzarella wie die meisten Käsesorten mit männlichem Artikel. Im Italienischen ist la mozzarella ein Femininum.

## Allgemeines
Der Fettgehalt des Käses beträgt 50 % (Büffel) oder 45 % (Kuh) Fett i. Tr. Kuhmilchmozzarella ist heute weit verbreitet und wird an vielen Orten der Welt gekäst, da der Herstellungsort nicht festgelegt ist. Ausnahmen bilden die genannten Sorten mit geschützter Ursprungsbezeichnung, die nur in einem jeweils definierten geografischen Gebiet produziert werden dürfen.
Es existiert ein Codex-Alimentarius-Standard. In Deutschland zählt Mozzarella zu den Standardsorten gemäß Anlage 1 in Verbindung mit § 7 der Käseverordnung. Um Verfälschungen wie den Ersatz von teurem Büffelmozzarella durch günstige Varianten aus Kuhmilch in Convenience-Produkten nachzuweisen, setzt die Behördliche Lebensmittelüberwachung in Deutschland auf MALDI-TOF MS.

## Herstellung
Mit einer Reifezeit von einem bis drei Tagen könnte man den Mozzarella zu den Frischkäsen zählen, doch das spezielle Filata-Herstellungsverfahren und die verschiedenen Arten der Weiterverarbeitung unterscheiden ihn von anderem Frischkäse.
Nach der Bereitung eines mittleren Bruchs lässt man die Käsemasse eine Zeit lang ruhen, anschließend wird der Bruch aus der Molke gehoben, mit etwa 80 °C heißem Wasser abgebrüht und danach geknetet und gezogen, bis er weich, geschmeidig und formbar ist. Danach wird er in Stücke geschnitten und zu Kugeln geformt.
Die Ursprungsform wurde und wird aus Büffelmilch in der Gegend um Neapel, in Kampanien und im Süden Latiums hergestellt. Dort werden Hausbüffel schon seit dem 2. Jahrhundert gehalten. Mozzarella di Bufala Campana ist weicher und nicht so gummiartig wie der Käse aus Kuhmilch und schmeckt kräftiger, auch bleibt die gewickelte Filata-Struktur besser erhalten. Die weiteren italienischen Regionen, in denen traditionell Mozzarella produziert wird, sind Abruzzen, Basilicata, Kalabrien, Marken, Molise und Apulien.
Mozzarella, gleich aus welcher Milch, wird üblicherweise in Kugeln hergestellt und ist weiß und rindenlos mit glänzender Oberfläche. Variationen mit Zöpfen und Stangenform sind ebenfalls möglich. Er wird in Salzlake oder Molke schwimmend aufbewahrt und gehandelt, damit er seinen kräftigen und salzigen Geschmack behält. Er ist entweder offen oder in Folienbeuteln verschweißt. Frisch und jung ist der Käseteig geschmeidig und lässt sich gut aufschneiden, später wird er weicher und breiiger und auch ausgeprägter in Aroma und Geschmack. Mit Panierung versehen, werden sogenannte Mozzarella-Sticks für die Zubereitung in der Fritteuse oder im Backofen hergestellt.

## Variationen
- Mozzarella di Bufala Campana D.O.P.
- Burrata
- Fior di latte ist aus Kuhmilch hergestellt; hierbei werden besonders in den Gegenden um Sorrent und Agerola spezielle Rinderrassen und Herstellungsverfahren verwendet. (Bezeichnung „Apennino meridionale“ (südlicher Apennin) gesetzlich geschützt).
- Bocconcini sind sehr kleine Mozzarella-Bällchen aus überwiegend Kuhmilch, die häufig offen in Salzlake angeboten werden.
- Bufala Provola, ein kugelförmiger Filata-Käse aus Kampanien aus gereiftem Büffelmozzarella, der in zylindrischen Gefäßen über Stroh geräuchert wird.
- Mozzarella affumicata, ein fester, in Fässern über verschiedenen Hölzern geräucherter Mozzarella in größeren Kugeln.

## Verwendung und Aufbewahrung

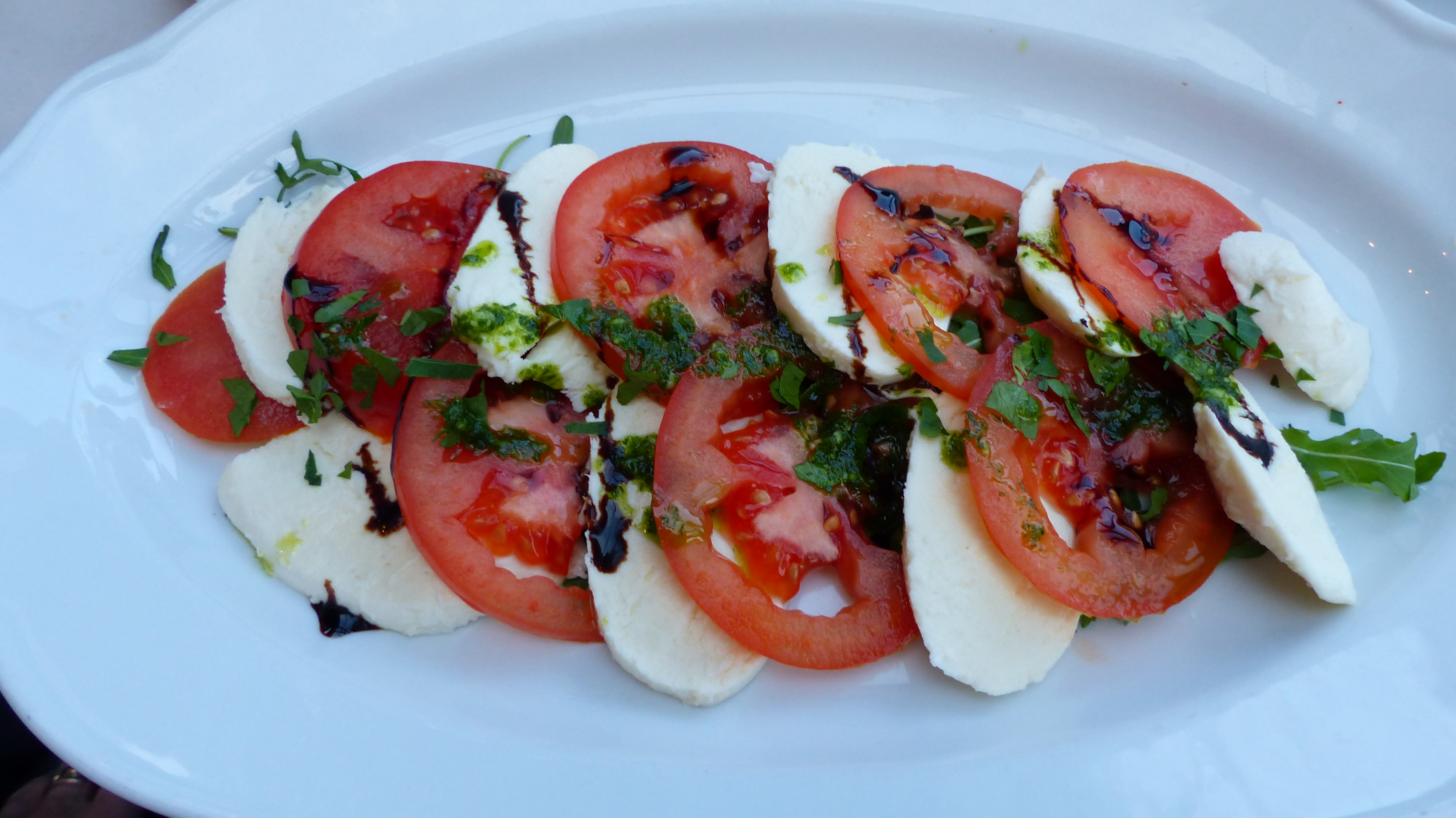
Caprese, Tomaten mit Mozzarella

Mozzarella gehört zur typischen italienischen Küche und wird z. B. auf Pizza oder pur mit Tomaten und Basilikum als Caprese verzehrt. Er sollte möglichst frisch verzehrt werden, geblähte Beutel sind ein Anzeichen für Überlagerung, mangelnde oder unterbrochene Kühlung und Gärung. Offener Mozzarella hält sich im Kühlschrank einige Tage, wenn man ihn in einer Salzlake so einlegt, dass er ganz bedeckt ist.

## Dokumentarfilm
- Mozzarella – Kühe, Büffel und Mafiosi. Lebensmittel auf dem Prüfstand (ZDF 2020, 42 min)[8]